# Amanda Françozo
Amanda Regina Françozo (Ibaté, 7 de julho de 1979) é uma apresentadora e jornalista brasileira. Atualmente está na TV Aparecida.

## Carreira
Em 1997, aos 18 anos, Amanda fica sabendo que o SBT estava em busca de garotas de 18 a 23 anos para se tornarem bailarinas e assistentes de palco de um novo programa de jogos e decide se inscrever. Após passar por quinze etapas com outras 12 mil candidatas, Amanda consegue uma das 50 vagas e passa a integrar o corpo de baile do programa Fantasia. Após três meses, no entanto, no começo de 1998, Silvio Santos notou sua espontaneidade durante uma das visitas ao estúdio e pediu para que ela fizesse um teste para se tornar apresentadora, no qual Amanda foi aprovada, passando então a comandar o programa, juntamente com Tânia Mara. Ainda em 1998, apresentou o Tentação e os sorteios da Tele Sena.
Em 1999, é contratada pela TV Gazeta para apresentar o Geração Country, que durou apenas seis meses. No mesmo ano assinou com a RecordTV e se tornou repórter do Note e Anote. No ano seguinte comandou o Rodeio Brasil e África Brasil, este transmitido exclusivamente para a RecordTV Internacional.
Em 2001, voltou para a Gazeta, onde foi repórter do Mulheres e apresentadora do Bastidores da Fama.
Em janeiro de 2003 recebe uma proposta da RedeTV! para integrar o trio de apresentadores do Bom Dia Mulher ao lado de Ney Gonçalves Dias e Solange Frazão e decide aceitar, ficando até março de 2004, quando a atração passou por uma reformulação e os três foram dispensados, sendo substituídos por Olga Bongiovanni.
Após dois anos sem contrato, retornou para a Gazeta em 2006, fazendo reportagens sobre cultura e artes para o Todo Seu, além de cobrir as férias dos apresentadores da emissora em seus programas. Em 2007 estreia no comando do programa de entrevistas Papo de Amigos, no qual ficaria no ar por dois anos.
Em 30 de agosto de 2009, Amanda decide não renovar o contrato ao receber uma proposta da RecordTV e, em 4 de setembro, já estreia como apresentadora das edições de sábado e domingo do Hoje em Dia, ficando por um ano, sendo esse seu trabalho de maior reconhecimento.
Em fevereiro de 2011 apresenta a quinta temporada do reality show Troca de Família. Paralelamente também assume o comando do Estilo e Saúde, na Record News, levando reportagens sobre saúde e qualidade de vida, onde ficou até novembro de 2012. Em 2012 também comandou o Extreme Makeover Social, ano em que seu contrato com a emissora chegou ao fim.
Anos depois, em 2014, é convidada para comandar temporariamente o A Tarde É Show, na Rede Brasil, durante os seis meses em que a apresentadora oficial, Nani Venâncio, esteve de licença para dedicar-se à sua candidatura de deputada federal. Devido a boa recepção do público, a emissora fecha contrato fixo com Amanda no final daquele ano e, em 9 de fevereiro de 2015, ela estreia à frente do Papo Vip, que seguia o mesmo molde de entrevista que a apresentadora comandava na Gazeta em 2007. Amanda ficou na Rede Brasil até janeiro de 2020, quando saiu da emissora.
Após o nascimento de sua filha, em 2020, Amanda ganhou seu segundo programa na TV Aparecida, o semanal De Papo com Amanda Françozo, além de comandar o reality Revelações Sertanejo.

## Vida pessoal
Amanda tem ascendência italiana e espanhola. Em 1996, aos 17 anos, ingressou no curso de artes cênicas pela Teatro Escola Macunaíma, o qual se formou em 1998, embora nunca tenha exercido a profissão de atriz. Em 2001 começa a estudar Jornalismo pela Universidade Anhembi Morumbi, onde veio a se formar em 2004.
Entre 2008 e 2010 foi madrinha de bateria da escola de samba Vai-Vai, ficando no posto por três carnavais.
Em 1999, começou a namorar o cantor sertanejo Renner Reis, integrante da dupla sertaneja Rick & Renner com quem terminou em 2001. Ainda naquele ano começa namorar o cantor Kiko Scornavacca, do grupo KLB, porém os dois só assumiram o relacionamento publicamente dois anos depois, em 2003. Em maio de 2005, após quatro anos, o relacionamento chega ao fim.
Em 2006, inicia um relacionamento com o piloto de GT Brasil, Cleber Faria, de quem ficou noiva em 2010, porém o relacionamento chegou ao fim em maio de 2012, após seis anos juntos.
Em setembro de 2015 começa a namorar o empresário Gregor Ferreira, de quem ficou noiva em julho de 2016. Em 14 de agosto de 2019, nasce sua filha Vitória, fruto dessa união.

## Filmografia
| Ano           | Título                  | Cargo                           | Notas       | Emissora     |
| ------------- | ----------------------- | ------------------------------- | ----------- | ------------ |
| 1997–98       | Fantasia                | Garota Fantasia / Apresentadora |             | SBT          |
| 1998          | Tentação                | Apresentadora                   |             | SBT          |
| 1998          | Tele Sena               | Apresentadora                   |             | SBT          |
| 1999          | Geração Country         | Apresentadora                   |             | TV Gazeta    |
| 1999          | Note e Anote            | Repórter                        |             | Rede Record  |
| 2000          | África Brasil           | Apresentadora                   |             | Rede Record  |
| 2000          | Rodeio Mania            | Apresentadora                   |             | Rede Record  |
| 2001–02       | Mulheres                | Repórter                        |             | TV Gazeta    |
| 2001–02       | Bastidores da Fama      | Apresentadora                   |             | TV Gazeta    |
| 2003–04       | Bom Dia Mulher          | Apresentadora                   |             | Rede TV!     |
| 2006          | Todo Seu                | Repórter                        |             | TV Gazeta    |
| 2007–09       | Papo de Amigos          | Apresentadora                   |             | TV Gazeta    |
| 2009–10       | Hoje em Dia             | Apresentadora                   |             | Rede Record  |
| 2011–12       | Estilo e Saúde          | Apresentadora                   |             | Record News  |
| 2011          | Troca de Família        | Apresentadora                   | Temporada 5 | Rede Record  |
| 2012          | Zapping                 | Apresentadora                   |             | Record News  |
| 2012          | Extreme Makeover Social | Apresentadora                   |             | Rede Record  |
| 2015–17       | Papo Vip                | Apresentadora                   |             | Rede Brasil  |
| 2018          | Vida & Estilo           | Apresentadora                   |             | Rede Brasil  |
| 2018–presente | Revelações Sertanejo    | Apresentadora                   |             | TV Aparecida |